# Skogboda
Skogboda är en by i Föglö kommun på Åland med 10 invånare (2023). Den ligger i den del av kommunen som kallas Östersocken och hör sedan 2006 till Ålands södra skärgårdsförsamling. Tidigare hörde den  till Föglö församling.
Byn har medeltida ursprung och består av fem gamla hemman (jordebokshemman). Bönderna förr i tiden försörjde sig på jord- och skogsbruk och boskapsskötsel. Fisket spelade också en viktig roll, de fiskade både strömming och fjällfisk (gädda och abborre). På de årliga marknadsresorna sålde de framför allt ved och fisk men också en del viktualievaror.

## Geografi
Skogboda gränsar i norr mot byn Sanda och i öster mot byarna Sommarö och Hastersboda. I söder och väster har Skogboda vattengräns mot Björsboda, Klovskär, Prästgården och Sonboda med flera byar. Till Skogboda hör också en del områden på norra delen av ön Näversholma samt ett större vattenområde i söder med åtskilliga holmar, skär och klippor (se lista längre ner). 
Skogboda och resten av Östersocken har förbindelse med de västra delarna av Föglö via Brändöströmsbron över Brändöströmmen, det sund som skiljer Brändö från byn Sonboda.

## Historia
Liksom resten av Ålands skärgård befolkades Skogboda under medeltiden. Byn är en avsöndring från den större byn Hastersboda i öster. 
Området där byn anlades hade nyttjats redan innan de första människorna slog sig ner. Det framgår av byns namn, som är en sammansättning av ’skog’ och ’bod’ i plural och betyder ’bodarna i (vid) skogen’. Sannolikt var det de tidiga Hastersbodaborna som hittade timmerskog på platsen och satte upp bodar att bo i medan de högg. De började kalla platsen Skogboda. Senare anlades ett nybygge som övertog platsen befintliga namn. När detta skedde finns det inga säkra uppgifter om, mer än att det förmodligen skedde på 1100- eller 1200-talet.

### 1500- och 1600-talet
Det dröjer innan Skogboda avsätter några spår i de skriftliga källorna. Först i 1530-talets skatteböcker möter vi byn första gången. Då nämns fyra bönder: Nils Gudmundsson, Nils Persson, Per Jönsson och Nils Olofsson. På 1540-talet ökade antalet bönder först till fem och sedan till sex. Några år senare, i mitten på 1560-talet, minskade antalet bönder åter till fem. Fem gårdar kom byn att ha under följande sekler.
Skogboda var påfallande lågt taxerad. Enligt 1559 års jordebok omfattade byn endast 219 jordmark, vilket betyder att gårdarna i genomsnitt inte var större än 36 1/2 jordmark att jämföras med en åländsk normalgård på 100 jordmark (så stora var exempelvis gårdarna i Stentorpa). Men Skogbodagårdarna verkar ändå ha haft ett hyfsat välstånd. När den så kallade silverskatten erlades 1571 för att återlösa Älvsborgs fästning vid Göteborg som förlorats i krig mot Danmark betalade tre gårdar i Skogboda mellan 6 och 7 1/2 mark i skatt och två ungefär 4 mark. Den åländska genomsnittsbonden betalade 7 mark. Skatten utgick med tio procent av hemmanens lösa egendom i ädla metaller och kreatur. De tre bönderna i Stentorpa, vars gårdar hade en betydligt högre taxering än i Skogboda, betalade mellan 7 och 9 mark. Detta kan tyda på att Skogbodaböndernas låga jordmarktal mer berodde på en fördelaktig taxering än små gårdar.
Under de svåra åren i början av 1600-talet, när många gårdar i Föglö blev öde på grund av missväxt och krig, drabbades också Skogboda. Enligt ödeslängderna 1603 och 1606 låg två av byns fem hemman öde. Båda upptogs relativt snart, omkring 1608, men för bonden på den ena gården gick det inte så bra. Han benämns i åtskilliga längder med orden ”husarm, bettlare, döv och krympling” – vilket inte låter så roligt – men blev tydligen kvar på gården ända till början av 1620-talet. Enligt boskapslängden 1622 hade han då tre kor. Grannarna höll sig med betydligt fler, en så många som fjorton. Omkring 1630 verkar förhållandena i Skogboda ha återgått till det normala med fem bönder på fem gårdar.
Den första beskrivningen av Skogboda finns i 1661 års jordebok: ”I denna by är medelmåttigt mulbete och brännved, skötläggning i stora havet, fjällfiskedräkt till nödtorften. Humlegård till några stänger”. Skogbodabönderna verkar haft vad de behövde – bete, skog och fiske – så de klarade sig sitt uppehälle. Ingenting nämns som en bristvara.
En märklig episod i anslutning till byns historia utgör den korta tid, från 1653 till 1672, då ett spetälskehospital fanns på holmen Gloskär söder om Skogboda. Gloskär hör numera till byn, men var på hospitalets tid en kronoallmänning. Prästen som förestod hospitalet, Lars Hammar (död 1667), hade en tjänstebostad på Gloskär, men upptog ändå ett ödehemman i Skogboda (Östergård) som han brukade till sin död och som änkan innehade till slutet av 1670-talet. Kanske ville han inte ha hustru och barn bland de sjuka vid hospitalet.

### 1700-talet

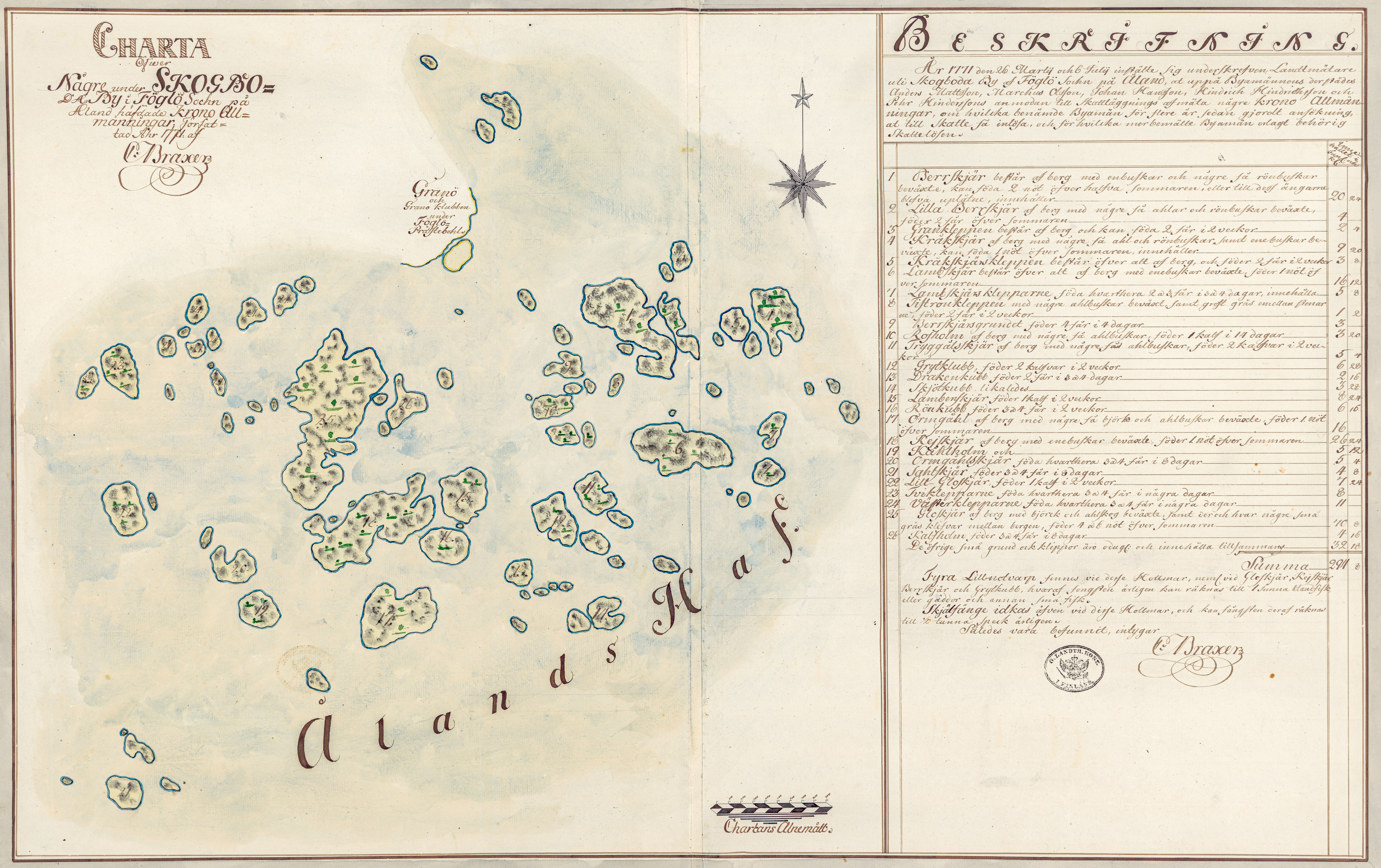
Karta över kronoholmarna som Skogbodabönderna löste in i början av 1770-talet, upprättad 1771 av lantmätaren Christian Braxer. Riksarkivet, Helsingfors.

Den första kartan över Skogboda by upprättades 1772 av lantmätaren Carl Niclas Biörckbom. På den syns en ganska glest bebyggd by med fem gårdar och tre väderkvarnar norr om två åkergärden. Lantmätaren beskriver böndernas villkor. De var mångsysslare och livnärde sig på jordbruk, boskapsskötsel, skogsbruk och fiske samtidigt som de förädlade en del produkter. Det de producerade räckte också till försäljning. Årligen sålde bönderna tio famnar bryggved (ved av större dimension, närmare meterlång). De fångade fjällfisk (främst gädda och abborre) som också räckte till försäljning åt fiskköparna som reste runt i skärgården. Bönderna sålde även en del viktualievaror, sannolikt främst ost, och kreatur. För inkomsterna kunde de betala kronoutlagorna (skatterna) och köpa sådant som behövdes för gårdsbruket.
I början av 1770-talet förstorades byns domäner genom att bönderna löste in ett antal kronoholmar i havet söder om Skogboda. Den största var Gloskär. Där hade på 1600-talet funnits ett spetälskehospital. Sammanlagt rörde det sig om 26 namngivna holmar med kringliggande vatten. I samband med affären upprättades 1771 en karta över området av lantmätaren Christian Braxer. Se vidare Gloskär. 
Holmarna var nyttiga för bönderna av flera anledningar. De kunde användas som betesholmar åt får och nötdjur samtidigt som där fanns en del ved, främst al och björk. Men främsta orsaken var sannolikt att där fanns fyra lillnotvarp, platser där det var möjligt att fiska genom att dra not, nämligen vid Gloskär, Keskär, Bergskär och Grytkobb. Den årliga fångsten uppgick till en tunna blandfisk (gäddor och annan fisk). Dessutom var det möjligt att jaga säl, som årligen gav en halv tunna späck.

### Befolkningsutveckling
| Befolkningsutvecklingen i Skogboda 1970–2020 | Befolkningsutvecklingen i Skogboda 1970–2020 | Befolkningsutvecklingen i Skogboda 1970–2020 | Befolkningsutvecklingen i Skogboda 1970–2020 | Befolkningsutvecklingen i Skogboda 1970–2020 |
| -------------------------------------------- | -------------------------------------------- | -------------------------------------------- | -------------------------------------------- | -------------------------------------------- |
|                                              |                                              |                                              |                                              |                                              |
| År                                           |                                              |                                              | Folkmängd                                    |                                              |
| 1970                                         | 1970                                         |                                              | 32                                           |                                              |
| 1980                                         | 1980                                         |                                              | 25                                           |                                              |
| 1990                                         | 1990                                         |                                              | 15                                           |                                              |
| 2000                                         | 2000                                         |                                              | 12                                           |                                              |
| 2010                                         | 2010                                         |                                              | 14                                           |                                              |
| 2020                                         | 2020                                         |                                              | 10                                           |                                              |
|                                              |                                              |                                              |                                              |                                              |

## Hemmanen
I 1530-talets skatteböcker nämns fyra bönder: Nils Gudmundsson, Nils Persson, Per Jönsson och Nils Olofsson. På 1540-talet ökade antalet först till fem och sedan till sex. Några år senare, i mitten på 1560-talet, minskade antalet bönder åter till fem.
Fem hemman kom att bli det bestående i Skogboda. Ursprungligen var de olika stora (mellan 42 och 55 jordmark), men 1661 gjorde bönderna dem lika stora: 44 jordmark eller 3/8 mantal vardera. Skogbodahemmanen var de minsta i hela Föglö. Flertalet hemman i socknen var på 1/2 mantal, ett tjugotal ännu större (2/3, 3/4 och 1 mantal). På 1700-talet förmedlades hemmanen i Skogboda till 1/4 mantal. Liknande nedskrivningar skedde i alla byar.
I jordeböckerna ges hemmanen omkring 1730 nummer (1–5). Från 1830 är de också noterade med namn. 
- 1, Östergård, ett skattehemman, blev på 1650-talet ett kronohemman på grund av obetalda skatter och köptes åter till skatte 1864. Östergård har namn efter läget i byn. Hemmanet delades omkring år 1900 mellan två bröder. Gustav Andersson (1863–1925) övertog Östergård och John Andersson (1870–1958) byggde en ny gård, kallad Nygård.[9]
- 2, Södergård, ett skattehemman, blev på 1650-talet ett kronohemman på grund av obetalda skatter och köptes åter till skatte 1801. Södergård har namn efter läget i byn. Gårdsnamnet är belagt ovanligt tidigt, redan 1744.[10]
- 3, Markusas, ett skattehemman, blev på 1650-talet ett kronohemman på grund av obetalda skatter och köptes åter till skatte 1886. I mer än hundra år, från 1660-talet till 1770-talet, beboddes gården av bönder som hette Markus, vilket förklarar namnet.[11]
- 4, Hansas, ett skattehemman, blev tidigt på 1600-talet ett kronohemman på grund av obetalda skatter och köptes åter till skatte 1886. Hansas har namn efter bonden Hans Mattsson (1676–1757).[12]
- 5, Norrgård, ett skattehemman, blev tidigt på 1600-talet ett kronohemman på grund av obetalda skatter och köptes åter till skatte på 1800-talet, först 5/6 år 1810 och slutligen den sista sjättedelen 1859. Norrgård har namn efter läget i byn.[13]

## Holmar och skär
Bland de större holmarna och skären som hör till byn Skogboda märks:
- Apelholm (visa på karta), belägen invid hemlandet, obebyggd, areal 11,2 hektar, största längd 600 meter, beväxt med hällmarksskog med inslag av al på låglänta ställen,
- Bergskär (visa på karta), ingår i Gloskärsarkipelagen, största längd 550 meter.
- Gloskär (visa på karta), på Gloskär fanns ett spetälskehospital på 1600-talet, se vidare Gloskär (där nämns också ett antal holmar i arkipelagen runt Gloskär).
- Kråkskär (visa på karta), ingår i Gloskärsarkipelagen, största längd 340 meter.
- Lammskär (visa på karta), ingår i Gloskärsarkipelagen, 9 hektar, största längd 500 meter.
- Lilla Kråkskär (visa på karta), ingår i Gloskärsarkipelagen, 2,4 hektar, största längd 290 meter.
- Markobbarna (visa på karta), en grupp skär, det största med fritidsbebyggelse mäter 1,9 hektar och 260 meter från strand till strand.
- Moderholm (visa på karta), har genom landhöjningen växt samman med Skogboda hemland, största längd 450 meter.
- Ormgård (visa på karta), obebyggd, ingår i Gloskärsarkipelagen, 8,9 hektar, största längd 420 meter.
- Salskär (visa på karta), 2,4 hektar, största längd 210 meter.
- Samnanholm (visa på karta), obebyggd, största längd 500 meter, belägen mellan Skogboda och Näversholma, nu sammanväxt med Högholmen som hör till byn Sanda.
- Stenskär (visa på karta), obebyggd, 3,3 hektar, största längd 300 meter, ligger i Stenskärsfjärden mellan Skogboda och Näversholma.
- Styrsharan (visa på karta), obebyggd, 1,9 hektar, största längd 220 meter.
- Svartknobborna (visa på karta), ett par klippor i havet sydost om Gloskärsarkipelagen, det största 0,3 hektar och 100 meter från strand till strand.
- Yxskär (visa på karta), 20,4 hektar, största längd 170 meter.